# Beppe Ciardi
Giuseppe Ciardi più noto come Beppe (Venezia, 18 marzo 1875 – Quinto di Treviso, 14 giugno 1932) è stato un pittore italiano.

## Biografia
Figlio di Linda Locatelli e di Guglielmo, uno dei principali esponenti del paesaggismo realista veneto e fratello maggiore di Emma, pittrice molto conosciuta nel panorama internazionale.
Dopo aver studiato Scienze Naturali all'Università di Padova, nel 1896 si iscrive alla Scuola di Pittura dell'Accademia di belle arti di Venezia, dove è allievo del verista Ettore Tito. 
Nello stesso anno, espone alla Mostra dell’Arte e dei Fiori di Firenze Giorno di pioggia - Zoldo alto e Interno d’una cucina - Zoldo alto e al Castello Sforzesco di Milano sessanta studi paesaggistici eseguiti dal vero nei luoghi delle sue abitazioni familiari di Venezia, Canove d'Asiago e Quinto di Treviso (nota come Villa Ciardi).
Nel 1899 esordisce alla Biennale di Venezia, dove trova immediata visibilità, con Monte Rosa e il trittico di stampo impressionista Terra in fiore, opera che segna un deciso distacco dalla pittura paterna e l'avvicinamento alle tematiche divisioniste espresse da Giovanni Segantini.
Nel 1900 si aggiudica il premio Fumagalli all'Esposizione della Permanente di Milano con Traghetto delle Agnelle, l'anno successivo è all'Esposizione internazionale di Monaco di Baviera con Sole di luglio, mentre nel 1904 partecipa all'Esposizione internazionale di San Francisco, dove viene insignito di una medaglia d'argento e nel 1906 espone undici quadri della serie Silenzi notturni e crepuscolari all'Esposizione internazionale del Sempione.
Nel 1912 ottiene ulteriore visibilità figurando alla X Biennale di Venezia con una esposizione personale di 45 tele, fra le quali la nota I saltimbanchi.
Dopo una breve interruzione dell'attività, concomitante con la partecipazione alla prima guerra mondiale, partecipa a numerose Biennali di Venezia, segnate dalla diffusione di movimenti avanguardistici quali il Futurismo e l'Espressionismo.
Muore improvvisamente il 14 giugno 1932 a Quinto di Treviso, dove viene sepolto; la moglie Emilia Rizzotti (scomparsa nel 1952), modella di numerosi lavori di Ciardi, raccoglie una grande quantità di opere presso Villa Ciardi, istituendo una collezione che terminerà con la cessione delle opere da parte degli eredi.
Nel tempo, vengono organizzate diverse mostre postume, fra le quali nello stesso 1932 presso la Galleria Pesaro di Milano, nel 1935 alla Biennale di Venezia e al Jeu de Paume di Parigi, nel 1936 presso l'Associazione Nazionale delle Famiglie dei Caduti di Guerra di Milano, nel 1939 al Caffè Pedrocchi di Padova, nel 1953 alla Galleria Giosio di Roma e nel 1983 alla Mostra d’Arte Trevigiana.

## Principali esposizioni
- 1899, Biennale di Venezia con Terra in fiore;
- 1901, Biennale di Venezia con L'anima della notte;
- 1903, Biennale di Venezia con Al sole di luglio e Superstite;
- 1906, Esposizione internazionale del Sempione con Silenzi notturni e crepuscolari;
- 1907, Biennale di Venezia con Sorrisi e Vita semplice;
- 1909, Biennale di Venezia con Nuvole bianche e Risveglio di primavera;
- 1909, Ausstellung Künstlerhaus di Vienna con La stella della sera;
- 1910, Biennale di Venezia con Al vento di marzo e La vacca bianca;
- 1911, Esposizione Internazionale di Belle Arti di Roma con Luce di mezzodì, Cavallo al sole e La fonte;
- 1912, Biennale di Venezia con 45 tele, fra le quali Saltimbanchi, L'Isola della follia, L'Isola del silenzio, Luce vesperale, Fienagione, Trovatella, Circo equestre e Mazzorbo;
- 1914, Esposizione Nazionale di Belle Arti di Brera con Un addio e Un'aratura nel Pian d'Asiago;
- 1914, II Esposizione Internazionale della Secessione di Roma con Una calle a Venezia;
- 1914, Biennale di Venezia con Ponte a Venezia, Fra Altino ed Aquileia e Una calle;
- 1916, Esposizione Nazionale di Belle Arti di Brera con Sull'argine;
- 1920, Biennale di Venezia con Cinesi a Venezia, La fiera del Redentore, Rio dell'agnello e Scenario;
- 1920, Mostra d'Arte Trevigiana con Il Sile a Morgano, Mucca che beve e Piazzetta San Marco;
- 1921, Fiorentina Primaverile con Fusina, Estate, Santa Maria della Salute, Aratura, Canale di Mazzorbo e Abbeveratorio;
- 1922, Biennale di Venezia con Teatrino di campagna;
- 1922, Fiorentina Primaverile con Canale di Mazzorbo, Santa Maria della Salute, Estate, Abbeveratorio. Altopiano d'Asiago, Aratura. Altopiano d'Asiago e Santa Maria della Salute[10];
- 1923, Esibizione artisti europei di Pittsburgh con Sulla strada per Venezia;
- 1924, Biennale di Venezia con Riposo;
- 1928, Biennale di Venezia con Laguna a mezzo aprile, Il viatico, L'azzurro mattutino, La pace sull'altipiano, Azzurro e verde, La fattoria, I due salici, Il canneto, La sorgente sul Sile, I pagliai, Chioggia, Le due case e Mulino;
- 1930, Biennale di Venezia con La pesca, Il frutto dell'ovile e Barche e velieri;
- 1932, Biennale di Venezia con Ponte sul Piave,  La Laguna e Scenario verde.

## Stile
(Ugo Ojetti in La decima Esposizione d'arte a Venezia, Istituto italiano d'arti grafiche, Bergamo, 1912, pp.19)
(Lina Obici Talamini in Rassegna d'oltremare, numero 7, luglio 1942)
Ciardi è interprete e continuatore di una pittura paesaggistica che rimanda alla tradizione veneta rinascimentale e ottocentesca (Carpaccio e Giorgione), focalizzata sulla riproduzione di dimensioni quotidiane, popolari e bucoliche, quest'ultime influenzate dalle principali opere di Giovanni Segantini, con cui viene a contatto mediante la comune frequentazione con il mercante d'arte Vittore Grubicy.
Dopo una fase giovanile ispirata dagli insegnamenti del padre Guglielmo Ciardi e dalle influenze impressioniste e divisioniste, si orienta a una pittura volta alla rappresentazione di soggetti paesaggistici naturali riprodotti en plein air, principalmente agresti (le campagne intorno a Treviso, dove risiede in periodo estivo), lagunari o montani (Altopiano di Asiago), intrisa di elementi sentimentalistici e narrativi volti a rappresentare la natura come luogo idilliaco e incontaminato, dove uomo e natura si fondono in un'unica realtà.
Questa visione, in parte tratta dagli artisti nordici che frequentano le Biennali di Venezia, suscita critiche nell'ambiente artistico veneziano dal quale è accusato di riferirsi a una tradizione obsoleta, in opposizione ai nuovi dettami imposti dalle avanguardie; Ciardi, invece, riesce a suscitare l'interesse di artisti contemporanei che gravitano intorno alle mostre artistiche trevigiane, dando vita al Fenomeno del Ciardismo, che influenza artisti veneti come Emo Mazzetti, Gino Pinelli, Rachele Tognana, Luigi Zaro.
A livello stilistico, Ciardi si distingue per la realizzazione di dipinti di piccolo formato, dove è evidente l'abilità tecnica nell’utilizzo della luce, con un cromatismo tenue, reso con rapide pennellate cariche di colore.

## Opere principali
- Sulle Alpi. Paesaggio montano (1898), olio su tela, Galleria d'arte moderna, Roma;
- Col d'Olen (1898), olio su tela, Fondazione Cariverona;
- Il bagno (Ragazzi sul fiume) (1899), olio su tela, collezione privata;
- Terra in fiore (1899), olio su tela, Galleria d'arte moderna di Udine;
- Veduta di una laguna con barche (1899), olio su tela, Museo di Santa Giulia, Brescia;
- Plenilunio (1900), olio su tela, Galleria d'arte moderna di Venezia;
- Il marzo a Venezia (1900 - 1910), olio su tela, Fondazione Cariplo, Milano;
- L'anima delle cose (1901), olio su tela, collezione privata;
- Bimba sotto un mandorlo fiorito (1903), olio su tela, collezione privata;
- Bambini sul fiume (1904), olio su tela, collezione privata;
- Vacche all'abbeveratoio (1905), olio su tela, Galleria d'arte moderna di Venezia;
- Risveglio di primavera (1907), olio su tela, collezione privata;
- Casone di valle (1909), olio su tela, collezione privata;
- Settembre a Venezia (1910), olio su tela, Fondazione Cariplo, Milano;
- Cavallo bianco (1910), olio su tela, Galleria d'arte moderna Ricci Oddi, Piacenza;
- La chiesina di San Samuele Rocca a Venezia (1910-1920), olio su tela, Pinacoteca civica di Forlì[11];
- Un campiello a Venezia (1910-1920), olio su tela, Pinacoteca civica di Forlì[12];
- La preparazione alla festa del Redentore (1910-1920), olio su tela, Fondazione Cariplo, Milano[13];
- La sorellina minore (1910-1925), olio su tela, Galleria Giannoni, Novara[14];
- La fienagione (1911), olio su tela, Musei civici di Treviso;
- Circo equestre (1912), olio su tela, collezione privata;
- Riposo sulla spiaggia (1915), olio su tela, collezione privata;
- Campagna trevigiana (1915-1932), olio su tela, Pinacoteca comunale di Faenza[15];
- Aratura (1918), olio su tela, Fondazione Cariplo, Milano;
- Dopo il temporale, altopiano di Asiago (1918), olio su tela, collezione privata;
- In porto (1920-1925), olio su tela, Galleria Giannoni, Novara[16];
- Barche in laguna (1920-1925), olio su tela, Museo Fondazione Cariparma, Parma;
- Laguna veneziana (1921), olio su tela, Fondazione Cariplo, Milano[17];
- Pastorale al tramonto (1921), olio su tela, Fondazione di Venezia;
- Mucche alla fonte (1922), olio su tela, collezione privata;
- Veduta di Venezia con processione alla chiesa di S. Maria della Salute (1924), olio su tela, collezione privata;
- Zattera (1925), olio su tela, collezione privata;
- Sera sul Sile (Treviso) (1925-1930), olio su tela, Fondazione Cariplo, Milano[18];
- Gregge al pascolo (1930), olio su tela, Pinacoteca comunale di Faenza[19];
- Paesaggio con pastori (1930), olio su compensato, Pinacoteca comunale di Faenza;
- Paesaggio con contadina e pecore (non datata), olio su tela, Pinacoteca Repossi, Chiari;
- Giochi sulla spiaggia (non datata), olio su tela, collezione privata;
- Barche da pesca in laguna, Venezia (non datata), olio su tela, collezione privata;
- Le vele (non datata), olio su tavola, collezione privata;
- Bambina (non datata), olio su cartone, Museo Civico di Pescia;
- Mucca (non datata), olio su cartone, Museo Civico di Pescia;
- Venezia, vapore e nuvole in laguna (non datata), olio su legno, collezione privata;
- Mazzorbo (non datata), olio su compensato, Pinacoteca comunale di Faenza[20];
- La punta della Salute (non datata), olio su tavola, Pinacoteca comunale di Faenza[21];
- Paesaggio di Canove (non datata), olio su compensato, Pinacoteca comunale di Faenza[22];
- L’arrivo dei pescatori (non datata), olio su tela, collezione privata;
- Il marzo a Venezia (non datata), olio su tela, Fondazione Cariplo, Milano;
- Veduta di montagna (non datata), olio su tela, Provincia di Varese;
- Veduta dell'altopiano di Asiago (non datata), olio su tavola, Provincia di Varese;
- Branco di cavalli in riva al mare (non datata), olio su tela, Provincia di Varese.

## Galleria d'immagini

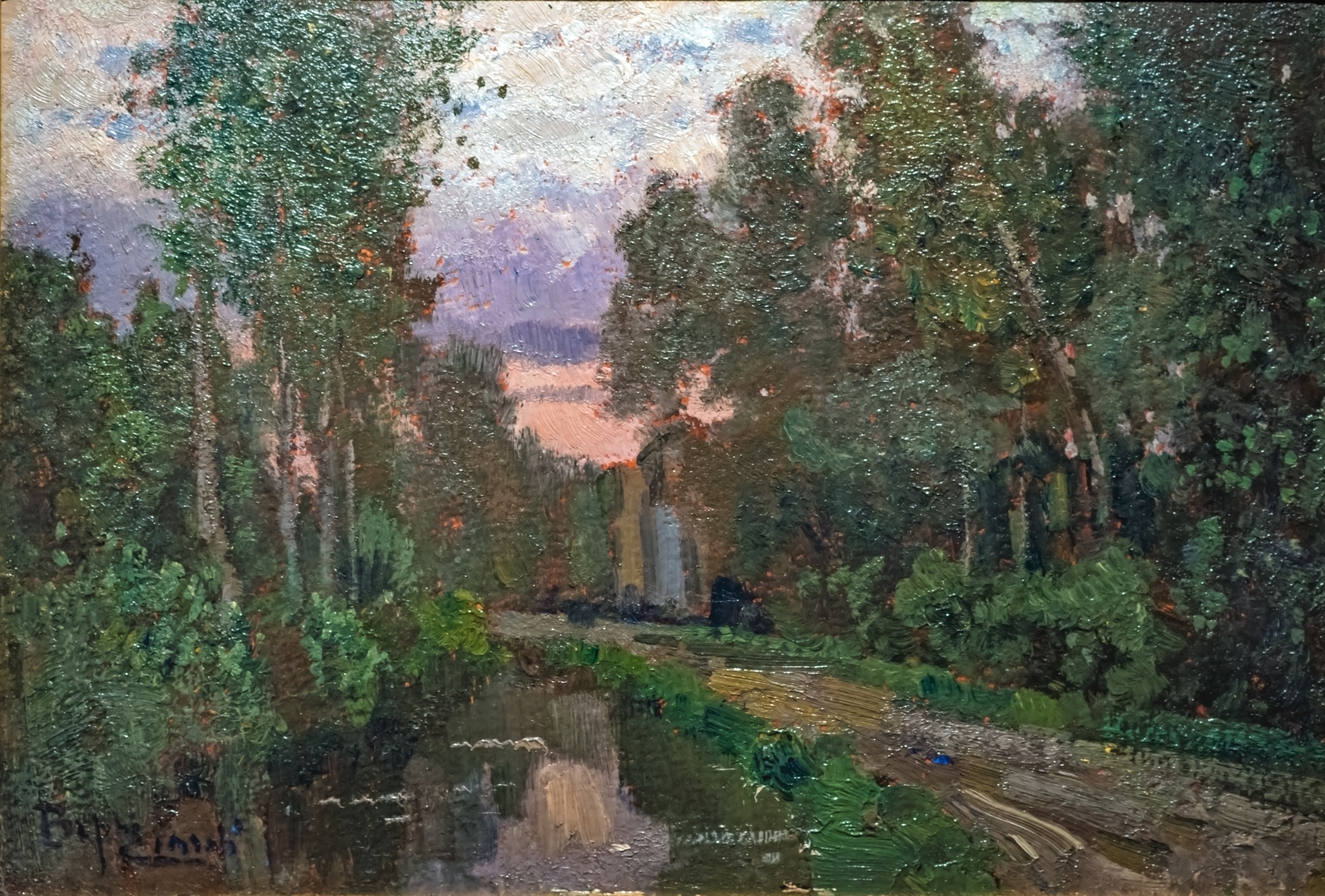
Paesaggio sul Sile, Ca' Rezzonico
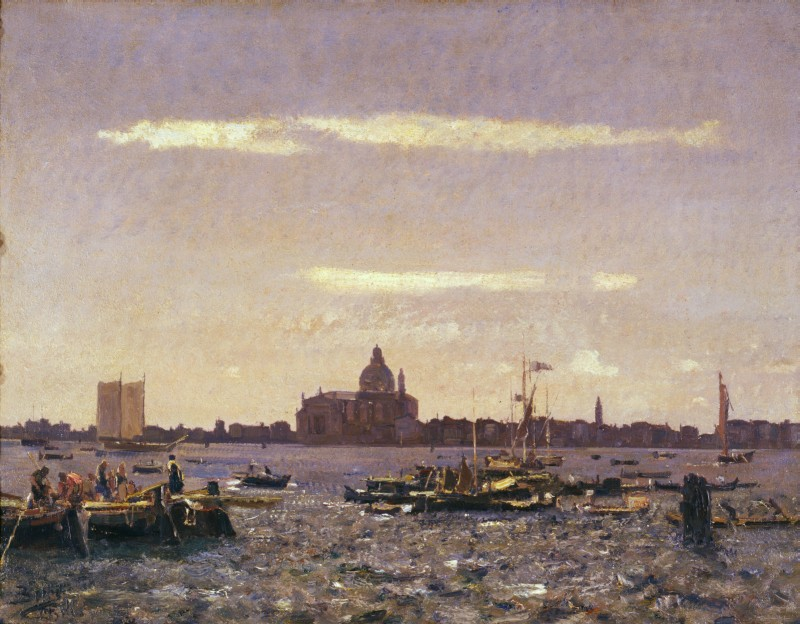
Settembre a Venezia (1900-1910 circa), Collezioni d'arte della Fondazione Cariplo
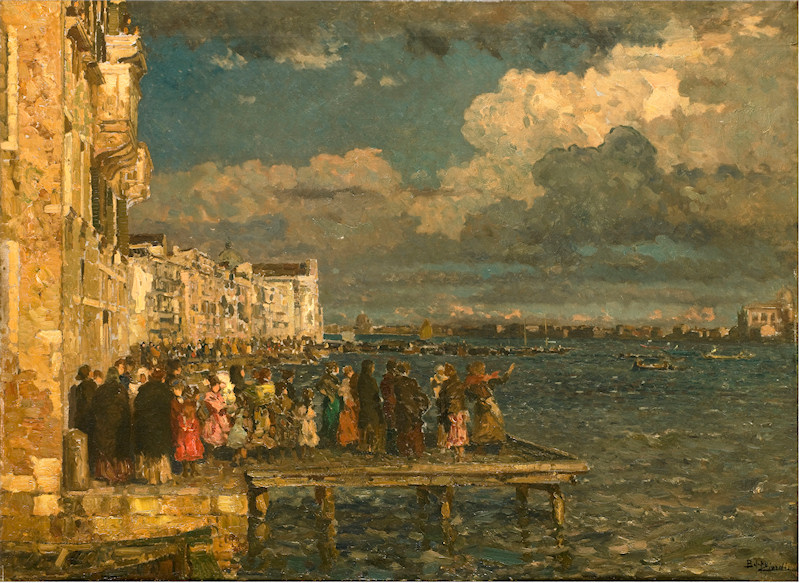
La preparazione alla festa del Redentore (1910-1915 circa), Collezioni d'arte della Fondazione Cariplo
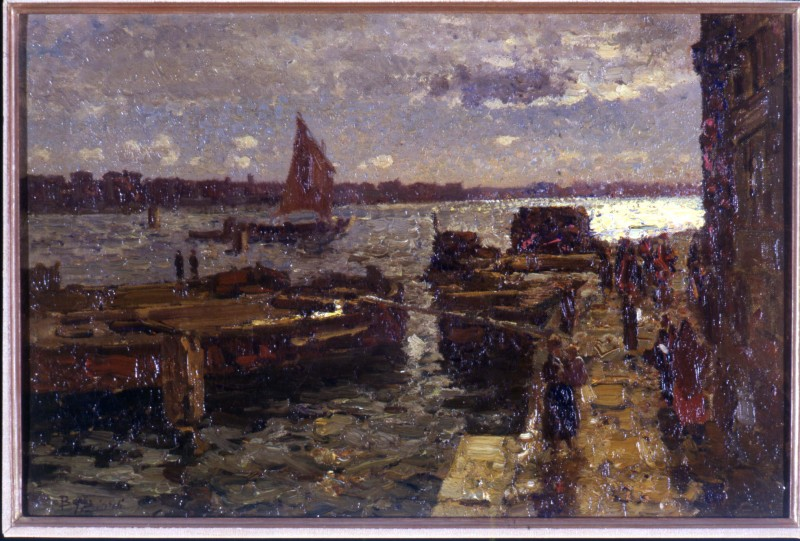
Laguna veneziana (1921), Collezioni d'arte della Fondazione Cariplo
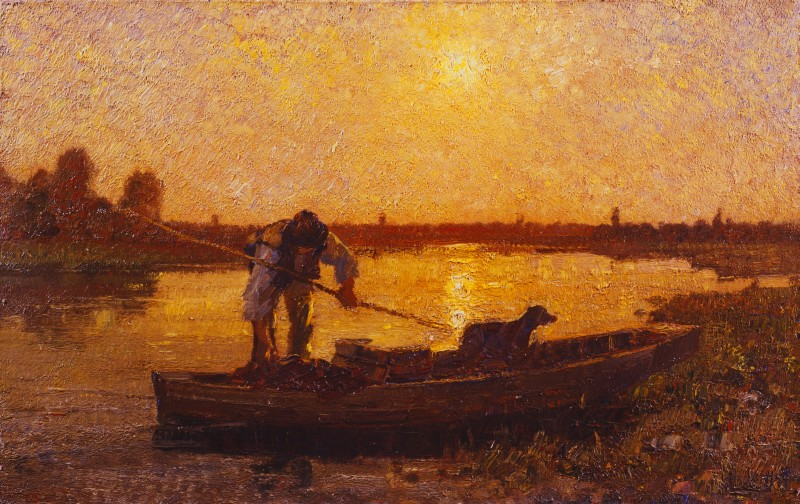
Sera sul Sile (1925 circa), Collezioni d'arte della Fondazione Cariplo